# Harry Snell
Harry Astric Snell (Boras, 7 de outubro de 1916 — Boras, 8 de maio de 1985) foi um ciclista sueco. Competiu nos Jogos Olímpicos de Verão de 1984 em Londres, onde fez parte da equipe sueca que terminou em quinto lugar no contrarrelógio por equipes. Também competiu na prova de estrada individual, obtendo a décima oitava posição.